# Океанографија
Океанографија (Океан + грчки γράφειν = писати), такође звана океанологија, наука је о земљиним океанима и њиховим међусобно повезаним екосистемима и хемијским и физичким процесима.
- биолошка океанографија или поморска биологија је наука о океанским биотима и њиховим еколошким интеракцијама;
- хемијска океанографија је наука о хемији океана;
- геолошка океанографија или поморска геологија укључује тектонику плоча и остале науке о океанском дну;
- метеоролошка океанографија се бави питањем како атмосфера и океан међусобно делују унутар хидросфере;
- и физичка географија која се бави физичким обележјима океана (као што су таласи, струје па и структура температуре и сланости).

## Историја океанографије
Људи су првобитно стекли знање о таласима и струјама мора и океана у праисторијским временима. Опажања на плимама су забележили Аристотел и Страбон. Рана истраживања океана била су првенствено спровођена ради картографије и углавном су се ограничавала на њихове површине и на животиње које су рибари прикупљали мрежама, иако су изучавани и дубински звукови оловног кабла.
Мада Хуан Понсе де Леон 1513. године први идентификовао Голфску струју, и струја је већ била позната поморцима, Бенџамин Френклин је извео прву научну студију на њој и дао јој је име. Френклин је мерио температуре воде током неколико прелаза Атлантика и коректно је објаснио узрок Голфске струје. Френклин и Тимоти Фолџер су објавили прву мапу Голфске струје 1769–1770.
Рана истраживања океана су била ограничена на његову површину и малобројна створења која су рибари вадили у својим мрежама. Међутим када су Боугаинвиле и Кук извели своја истраживања у јужном Пацифику у својим су извештајима споменули и мора која су посетили. Сер Џејмс Кларк Рос је предузео 1840. прво модерно мерење дубине мора, Чарлс Дарвин је објавио радњу о гребенима и обликовању атола, али ипак постојање огромне стрмине иза континенталних шелфова није откривено све до 1849. Марејева Физикална географија мора из 1855. је био први уџбеник из океанографије. Полагање северноатлантског телеграфског кабла потврдило је присутност средњоокеанског хрпта.
Након средине 19. века када су научна друштва пролазила кроз поплаву нових терестричких ботаничких и зоолошких информација, европски историчари природе почели су осећати недостатак више него анегдотских знања о океанима. Почеци океанографије као квантитативне науке заправо су започели 1872. када су Чарлс Вајвил Томпсон и Џон Мареј кренули у Challenger експедицију (1872—76). Убрзо су остали европски и амерички народи послали научне експедиције (као што су учинили многи приватни појединци и институције), а основани су и институти посвећени проучавању океанографије. Четири најважнија у Сједињеним Државама су Океанографски институт Скрипс, Океанографски институт Вудс Холе, Опсерваторија Ламонт-Дохерту, и Универзитет вашингтонске школе океанографије. Најважнија нова институција у Британији је Саутемптонски океанографски центар.
Прва међународна океанографска организација створена је 1901. под именом Међународно веће за истраживање мора. Године 1921, у Монаку је основан Међународни хидрографски уред (ИХБ). Касније је 1966. Конгрес САД створио Национални савет за поморска богатства и технички развој у чијој је надлежности било истраживање и проучавање свих аспеката океанографије. Такође је омогућио да Национални научни завод новчано подупре људе који су обављали та проучавања на пољу океанографије.

## Гране
Студије океанографије су подељене у ових пет грана:

### Биолошка океанографија
Биолошка океанографија истражује екологију и биологију морских организама у контексту физичких, хемијских и геолошких карактеристика њиховог океанског окружења.

### Хемијска океанографија
Хемијска океанографија је проучавање хемије океана. Док је хемијска океанографија првенствено заокупљена проучавањем и разумевањем својстава морске воде и њених промена, океанска хемија се првенствено фокусира на геохемијске циклусе. Централна тема коју истражује хемијска океанографија је закишељавање океана.

#### Закисељавање океана
Закисељавање океана описује смањење pH океана, што је узроковано антропогеним емисијама угљен-диоксида ({\displaystyle {\ce {CO2}}}) у атмосферу. Морска вода је благо алкална и имала је преиндустријски pH од око 8,2. У новије време, антропогене активности су стално повећавале садржај угљен-диоксида у атмосфери; око 30–40% додатог CO2 се апсорбује у океанима, формирајући угљену киселину и снижавајући pH (сада испод 8,1) кроз закишељавање океана. Очекује се да ће pH вредност достићи 7,7 до 2100. године.
Важан елемент за скелете морских животиња је калцијум, али калцијум карбонат постаје растворљивији под притиском, тако да се карбонатне шкољке и скелети растварају испод дубине компензације карбоната. Калцијум карбонат постаје растворљивији при нижем pH, тако да ће закисељавање океана вероватно утицати на морске организме са кречњачким шкољкама, као што су остриге, шкољке, морски јежеви и корали, и дубина компензације карбоната ће порасти ближе морској површини. Погођени планктонски организми ће укључивати птероподе, коколитофориде и фораминифере, сви од којих су важни у ланцу исхране. У тропским регионима, корали ће вероватно бити озбиљно погођени, јер постају мање способни да граде своје скелете од калцијум карбоната, што заузврат негативно утиче на друге становнике гребена.
Сматра се да је тренутна стопа хемијске промене океана без преседана у геолошкој историји Земље, због чега није јасно колико ће се морски екосистеми прилагодити променљивим условима у блиској будућности. Посебно забрињава начин на који ће комбинација ацидификације са очекиваним додатним стресорима виших температура океана и нижих нивоа кисеоника утицати на мора.

## Сродне дисциплине
- Геологија
- Лимнологија
- Хидрологија